# 金光植
金 光植（キム・クワンシク、Kim Kwang Sik、朝鮮語: 김광식、1952年 ‐ 1991年8月1日）は、大韓民国出身のプロレスラー。正確な漢字表記は「金 光稙」だが、本項では来日時に用いられていた表記を使用。
大木金太郎の歳の離れた末弟であり、日本では全日本プロレスや国際プロレスのリングで活動した。

## 来歴
実兄の大木金太郎が主宰していた韓国の金一道場を経て、1976年7月、大木の日本での主戦場だった全日本プロレスに留学生として来日。全日本の合宿所でトレーニングを積んだ後、同年11月開幕の『スーパー・パワー・シリーズ』に出場。日本でのデビュー戦となる開幕戦の後楽園ホール大会では大仁田厚から勝利を収めた。その後も全日本のリングで実戦を重ね、1978年2月の全日本プロレス・国際プロレス・韓国（金一道場）の3軍対抗戦『全軍激突戦』では、大木やキム・ドクに次ぐ韓国軍の3番手となって天龍源一郎らと対戦した。
1979年3月より国際プロレスに出場。1980年には、当時国際プロレスに入団していた大木との兄弟タッグも実現した。国際プロレスでは、アレックス・スミルノフ、オックス・ベーカー、ジプシー・ジョー、ビッグ・ジョン・クイン、ロン・バスなどの外国人エースともシングルマッチで対戦している。
1982年、アメリカのNWAロサンゼルス地区（NWAハリウッド・レスリング）に渡り、キラー・キム（Killer Kim）をリングネームにヒールのコリアンとして活動。9月17日にブラック・ゴールドマンを破り、同地区のフラッグシップ・タイトルだったNWAアメリカス・ヘビー級王座を獲得した。同王座は、兄の大木も戴冠したWWA世界ヘビー級王座の後継タイトルでもあった。同年はメキシコのUWAおよびEMLLにも参戦しており、カネックと組んでアンドレ・ザ・ジャイアントやドス・カラス、そして当時メキシコ遠征中だった長州力ともタッグマッチで対戦している。
韓国へ戻った後、1983年5月に全日本プロレスの『グランド・チャンピオン・カーニバルII』にキラー・キムとして出場。ディック・スレーター、ザ・デストロイヤー、ニコリ・ボルコフとのシングルマッチが組まれ、タッグマッチではジャンボ鶴田と組んでブルーザー・ブロディとも対戦した。NWAインターナショナル・ジュニアヘビー級王座の争奪戦にもエントリーしていたが、体重オーバーで不参加となっている。
1985年6月20日には母国で李王杓をパートナーに、ブレード・マスターズ&ミスターXを破ってNWAオリエンタル・タッグ王座を獲得した。その後、1986年の全日本プロレス台湾遠征の参加選手として発表されるも参加することはなかった。以降の活躍は聞かれなかったが、試合には1989年まで出場していた。
1991年8月1日、交通事故により死去。1995年、ベースボール・マガジン社（週刊プロレス）主催の『夢の懸け橋』で引退セレモニーが行われた大木から、ジャイアント馬場に訃報が告げられた。大木は末弟の死を無念に思い、詳細を周囲に話したがらなかったという。

## 得意技
- ヘッドバッド
  - 大木金太郎のヘッドバッドと比べると威力は低く、国際プロレス参戦時代のラッシャー木村との頭突き合戦では競い負けていた。
- ジャーマン・スープレックス
  - レスリングの下地を活かした、ブリッジの効いたスープレックスを放った。
- ドロップキック[6]
- ローリング・クラッチ・ホールド[6]

## 獲得タイトル
NWAハリウッド・レスリング
- NWAアメリカス・ヘビー級王座：1回[11]
- NWAアメリカス・タッグ王座：1回（w / ボビー・レーン）[15]
- ビート・ザ・チャンプ・TV王座：1回[16]

金一プロモーション
- 極東ヘビー級王座 : 1回[17]（金一プロモーション版、現在管理権を持つWWAは認めていない）[18]
- NWAオリエンタル・タッグ王座：1回（w / 李王杓）[13]